# 2167 Erin
2167 Erin је астероид главног астероидног појаса са средњом удаљеношћу од Сунца која износи 2,542 астрономских јединица (АЈ).
Апсолутна магнитуда астероида је 12,1.